# Zollikon
Zollikon (toponimo tedesco) è un comune svizzero di 12 791 abitanti del Canton Zurigo, nel distretto di Meilen; ha lo status di città.

## Geografia fisica
Zollikon si affaccia sul Lago di Zurigo.

## Storia

### XVI secolo
Nel XVI secolo Zollikon era un villaggio di contadini, abitato da circa novanta famiglie proprietarie di appezzamenti grandi e piccoli. Quando la Riforma protestante cominciò a diffondersi anche in Svizzera, il parroco del luogo, Johannes Brötli, vi aderì e nell'estate del 1524 predicò, tra l'altro, contro le decime, contro le offerte alla Chiesa e contro il battesimo degli infanti, sostenendo che esso andava impartito soltanto agli adulti consapevoli.
Nel gennaio del 1525 il Consiglio di Zurigo, la cui giurisdizione si estendeva sull'intero cantone, prese provvedimenti contro i sostenitori di riforme religiose che andavano contro la tradizione cattolica ma anche contro le principali linee ideologiche che si andavano affermando nella Riforma. Essendo stato considerato inaccettabile il battesimo degli adulti, Brötli fu espulso dal cantone, non prima però che egli avesse ribattezzato un calzolaio del luogo, Fridli Schumacher, il 22 gennaio 1525.
Quel giorno, un altro abitante di Zollikon, il viticoltore Jakob Hottinger, ospitò nella sua casa una riunione dei «Fratelli svizzeri», il gruppo di anabattisti appena formato su iniziativa di Conrad Grebel. Anche Hottinger aveva assunto da tempo posizioni radicali, dichiarandosi contrario alla messa cattolica e per questo motivo era stato imprigionato e multato. Hottinger fu battezzato da Felix Manz in una riunione che si tenne il 25 gennaio in casa del contadino Ruedi Thomann, durante la quale fu dato l'addio ai due anabattisti espulsi dal cantone, Brötli e Wilhelm Reublin, si tenne la «Cena del Signore» in sostituzione della vecchia comunione, e si battezzarono altre due persone. Complessivamente, nel mese di gennaio a Zollikon furono battezzati nella fede anabattista trentacinque persone.
La reazione del Consiglio di Zurigo non si fece attendere, e il 30 gennaio furono arrestati venticinque abitanti di Zollikon, oltre agli attivi predicatori Manz e Georg Blaurock. Questi ultimi due furono incarcerati nella torre di Wellenberg, la prigione di stato di Zurigo, mentre gli altri furono confinati nel convento agostiniano di Zurigo, dove i pastori della città, tra i quali era Zwingli, li incontrarono cercando di convincerli ad abbandonare la prassi del battesimo degli adulti. Mentre Manz e Blaurock rimasero saldi nelle loro convinzioni, i contadini di Zollikon furono rilasciati dopo nove giorni dietro pagamento di una multa e con il compromesso di abbandonare la prassi del battesimo e la pubblica predicazione in cambio dell'autorizzazione di potersi riunire in gruppi ristretti di studio.
Blaurock fu pubblicato il 24 febbraio. Il 26 raggiunse Zollikon, vi tenne una riunione e battezzò otto donne e Heinrich Aberli, uno dei fondatori dei Fratelli svizzeri. Poi lasciò il villaggio, dove l'attività degli anabattisti riprese vigore. Nel mese di marzo a Zollikon furono battezzati circa ottanta persone. Nella prassi anabattista, non esisteva la figura del sacerdote: così, il contadino Jörg Schad battezzò quaranta persone, il sarto Hans Bichter trenta e chiunque poteva predicare. Ormai Zollikon era divenuta una vera e propria comunità anabattista che «praticava la predicazione, il battesimo, la Cena del Signore e la disciplina ecclesiastica» - ossia la pratica secondo la quale il membro della comunità che pecca viene ammonito e se persiste è allontanato - e pertanto aveva «le quattro caratteristiche di una chiesa cristiana indipendente».
Il Consiglio di Zurigo reagì nuovamente all'estensione del movimento anabattista e il 16 marzo ordinò l'arresto di diciannove persone, i più attivi della comunità. Pochi resistettero alla prigionia e il 25 marzo furono quasi tutti rilasciati con la promessa di desistere dal ribattezzare. Un'ultima manifestazione del fermento religioso presente a Zollikon fu la processione che in giugno partì dal villaggio fino a Zurigo, durante la quale furono profetizzate sciagure sulla città e indirizzate accuse nei confronti di Zwingli. Da allora, dell'esistenza di una comunità anabattista di Zollikon non si sentì più parlare.

## Monumenti e luoghi d'interesse

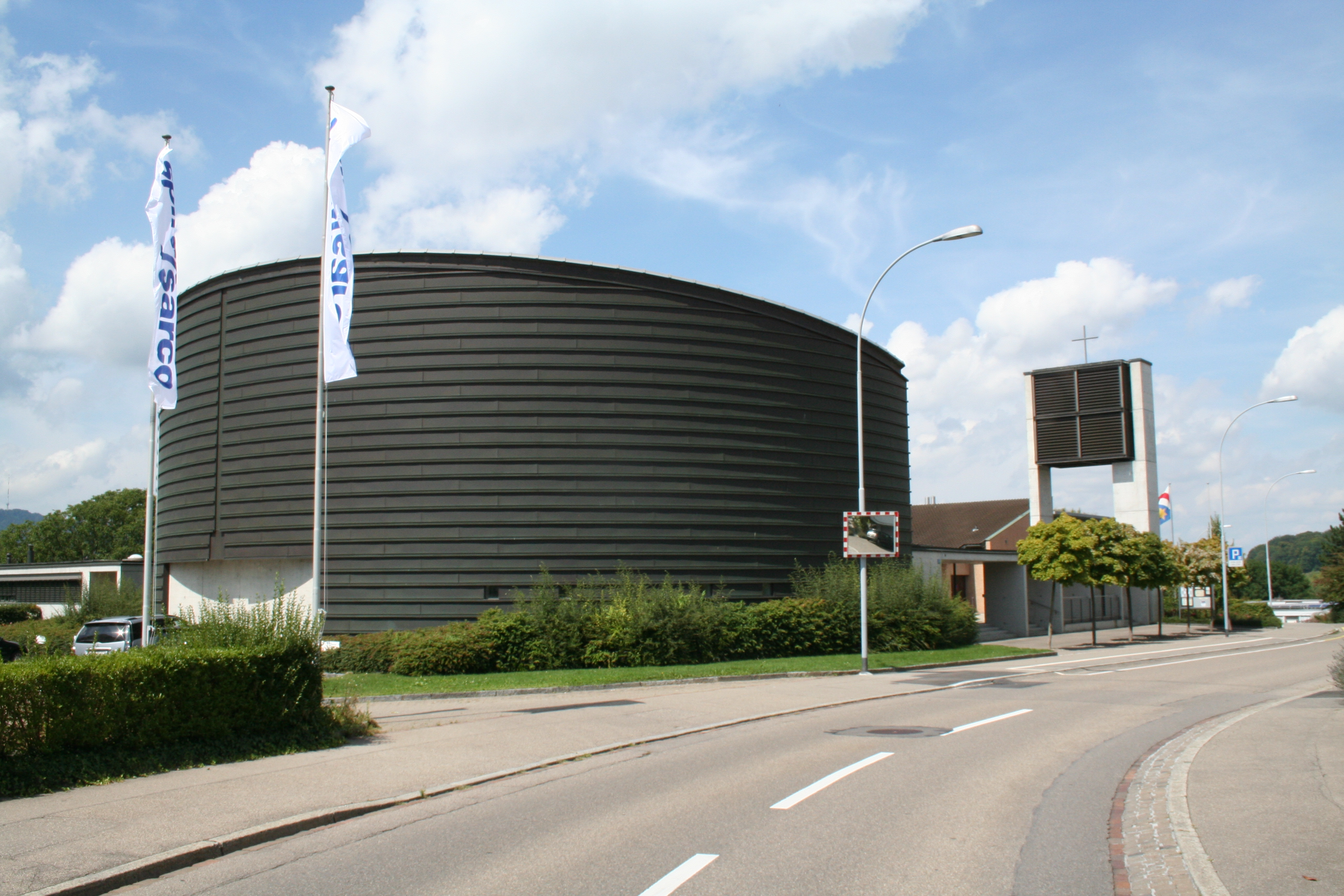
La chiesa della Santissima Trinità

- Chiesa riformata, attestata dal 1223 e ricostruita nel 1497-1499[4];
- Chiesa cattolica della Santissima Trinità, eretta nel 1931 e ricostruita nel 1996[4].

## Società

### Evoluzione demografica
L'evoluzione demografica è riportata nella seguente tabella:
Abitanti censiti

## Infrastrutture e trasporti

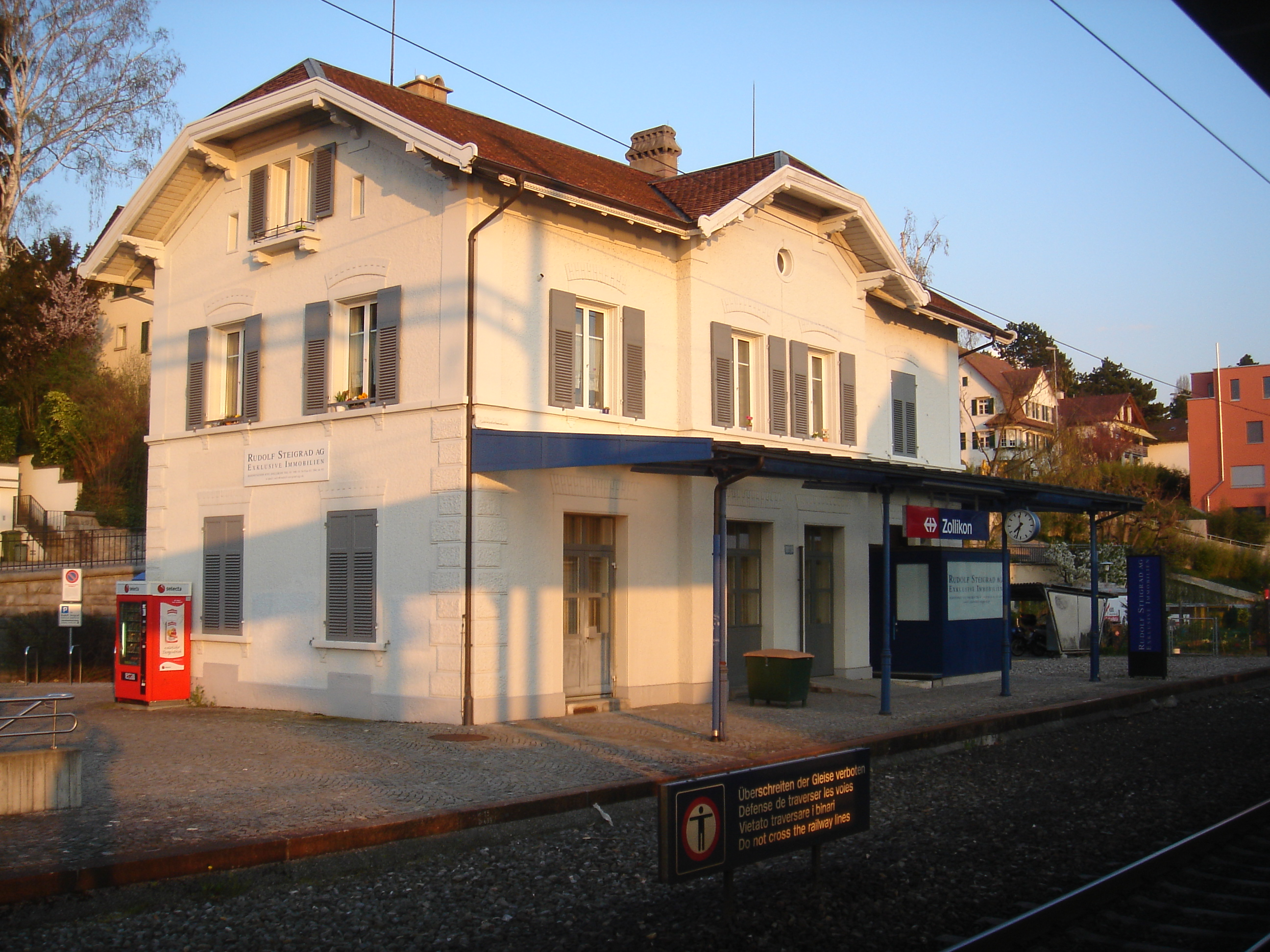
La stazione di Zollikon

Zollikon è servito dall'omonima stazione sulla Rechtsufrige Zürichseebahn (linea S7 della rete celere di Zurigo).

## Amministrazione
Ogni famiglia originaria del luogo fa parte del cosiddetto comune patriziale e ha la responsabilità della manutenzione di ogni bene ricadente all'interno dei confini del comune.